# سارة ديفيز
سارة ديفيز (بالإنجليزية: Sarah Davies) هي رباعة بريطانية، ولدت في 19 أغسطس 1992 في برستون في المملكة المتحدة.

## روابط خارجية
- سارة ديفيز على موقع الاتحاد الدولي (الإنجليزية)
- سارة ديفيز على موقع الاتحاد الدولي (الإنجليزية)
- سارة ديفيز على موقع IAT Database Weightlifting (الألمانية)
- سارة ديفيز على موقع اللجنة الأولمبية الدولية (الإنجليزية)
- سارة ديفيز على موقع أوليمبيديا (الإنجليزية)
- سارة ديفيز على موقع اللجنة الأولمبية البريطانية (الإنجليزية)
- سارة ديفيز على موقع اتحاد ألعاب الكومنولث (مؤرشف) (الإنجليزية)